# Олимпийский стадион (Рим)
Олимпийский стадион (итал. Stadio Olimpico) — футбольный стадион, расположенный в городе Риме. Входит в состав спортивного комплекса «Итальянский форум». Принадлежит Национальному олимпийскому комитету Италии. Является домашней ареной двух римских футбольных клубов: «Рома» и «Лацио».
Стадион был построен в 1928 году. В 1953 году перестраивался по проекту Луиджи Моретти как главная арена летних Олимпийских игр 1960 года.
Принимал финальные матчи чемпионатов Европы 1968 и 1980 годов, а также финал чемпионата мира 1990 года. В 2020 году был итальянским представителем среди стадионов на чемпионате Европы, проходившем в 11 странах, и принял 4 игры (включая матч открытия).
Четырежды (1977, 1984, 1996, 2009) стадион принимал финал Кубка европейских чемпионов/Лиги чемпионов УЕФА. Чаще римского Олимпийского стадиона финал главного европейского клубного турнира принимал только старый лондонский «Уэмбли» — 7 раз (1963, 1968, 1971, 1978, 1992, 2011, 2013).
Традиционно более посещаемым клубом является «Рома»: последний раз средняя посещаемость «Лацио» была выше в сезоне 1976/77, в середине 2000-х средняя посещаемость «Ромы» была выше более чем у «Лацио» на 10 000 человек.